# Lukavice, Šumperk
Lukavice là một làng thuộc huyện Šumperk, vùng Olomoucký, Cộng hòa Séc.